# Гельмерсен, Александр Петрович
Александр Петрович Гельмерсен (нем. Alexander Peter von Helmersen, 1797—1852) — российский военный педагог, генерал-лейтенант, директор Александровского Брестского кадетского корпуса.

## Биография
Родился 13 марта 1797 года в имении Дукерсгоф в Лифляндии, сын директора Петербургских Императорских театров статского советника Петра Фёдоровича Гельмерсена.
В 1811 году был принят на обучение в Царскосельский лицей. Выпущен 14 декабря 1813 года прапорщиком в Таврический гренадерский полк. 9 мая 1817 года произведён в подпоручики и 18 сентября в поручики. В ряде источников встречается утверждение, что Гельмерсен был выпущен из лицея накануне Отечественной войны 1812 года сразу поручиком в лейб-гвардии Семёновский полк, а сразу после начала военных действий был переведён в гвардейскую Конную артиллерию и в возрасте 15 лет принимал участие в Бородинском сражении. Но это не находит подтверждения в других источниках. Так, например, П. П. Потоцкий в своём историческом обзоре «Столетие российской конной артиллерии» в списках награждённых за Бородинский бой упоминает поручика «Гр. Ант. Гельмерсена»  и его же в общих списках служивших в конной артиллерии в 1812—1814 годах — здесь он имеет ввиду поручика Григория Антоновича Гельмерсена, погибшего в 1813 году в сражении при Лютцене. И никаких других Гельмерсенов у Потоцкого более не встречается. «Список генералам по старшинству» и С. В. Волков в качестве даты производства А. П. Гельмерсена в первый офицерский чин называют 1813 год . А. В. Кибовский прямо отвергает какое-либо участие А. П. Гельмерсена в Отечественной войне и последующих Заграничных походах.
12 февраля 1821 года переведён в лейб-гвардии Семёновский полк, в рядах 1-й гренадерской роты которого принял участие в Русско-турецкой войне 1828—1829 годов, находился в осадном корпусе под Варной. В 1831 году принял участие в подавлении восстания в Польше и за боевые отличия был награждён орденами польским св. Станислава 3-й степени и св. Владимира 4-й степени с бантом.
В 1832 году произведён в полковники и назначен командиром роты подпрапорщиков в Школе гвардейских подпрапорщиков и юнкеров. На этой должности он находился до 1841 года. 16 апреля 1841 года произведён в генерал-майоры и назначен директором Александровского Брестского кадетского корпуса. 3 апреля 1849 года произведён в генерал-лейтенанты. Скончался 11 мая 1852 года в Брест-Литовске, похоронен под Брестом в деревне Тришино на местном кладбище.
Портрет А. П. Гельмерсена работы Е. Р. Рейтерна находится в собрании Государственного Эрмитажа (1832 год; бумага, акварель; 23,9 × 16,6 см; инв. № ЭРР-5707) (атрибутирован Гельмерсену в 2020 году А. В. Кибовским).

## Награды
Среди прочих наград Гельмерсен имел ордена:
- Орден Святой Анны 4-й степени (1825 год)
- Орден Святой Анны 3-й степени (1826 год)[12]
- Орден Святого Владимира 4-й степени с бантом (1831 год)
- Орден Святого Станислава 3-й степени (1831 год)
- Орден Святого Станислава 2-й степени (1831 год)
- Польский знак отличия за военное достоинство 3-й степени (1831 год, по данным А. А. Кибовского — награждение было 4-й степени в 1832 году[13])
- Орден Святой Анны 2-й степени (1833 год)
- Орден Святого Георгия IV класса (6 декабря 1836 года, № 5366 по кавалерскому списку Григоровича — Степанова)

## Семья
11 апреля 1832 года женился на баронессе Антуанетте-Жюли-Хелен-Эглантине Россильон (1806—1885). У них было трое детей:
- София (Sophie von Helmersen) (1836—1914),
- Петер Людвиг (Peter Ludwig von Helmersen) (1838—1877)
- Александр Людвиг (Alexander Ludwig von Helmersen) (1843—1904).